# Horst Ludwig (Regisseur)
Horst Ludwig (* 1930; † 3. Dezember 2003 in Eisenach) war ein deutscher Schauspieler und Regisseur.

## Leben
Horst Ludwig machte sein Abitur an der GutsMuths-Oberschule in Quedlinburg. Hier begann er anschließend mit einer Schauspielausbildung im Studio Quedlinburg, einer Dependance der Staatlichen Hochschule für Theater und Musik Halle, die im Schloss ihren Sitz hatte und vom ortsansässigen Theater betreut wurde. An den Städtischen Bühnen Quedlinburg spielte er auch seine ersten Rollen als jugendlicher Held und Liebhaber in Stücken wie Frau Warrens Gewerbe, Der eingebildet Kranke, Egmont, Das Kaffeehaus, Wie es euch gefällt, Maß für Maß und Die Verschwörung des Fiesco zu Genua. Am angeschlossenen Bergtheater Thale kamen noch die Rollen des Georg, des Buben des Götz von Berlichingen und des Raphael sowie des Schülers in Goethes Faust, an der Seite von Heinz Baumann als Faust, hinzu. Nachdem er hier 1953, bei seiner ersten Regiearbeit mit Albert Lortzings Waffenschmied, sein Diplom als Regisseur des Musiktheaters erhalten hatte, bekam er in Magdeburg ein Engagement als Schauspieler mit Regieverpflichtung. Hier assistierte er Ulrich Velten, einem seiner ehemaligen Lehrer in der Schauspielschule, bei der Regie von Giuseppe Verdis Die Macht des Schicksals und übernahm anschließend eigenständig die Regie an Friedrich Schillers Wallensteins Lager. Danach wirkte er für zwei Jahre als Schauspieler am Theater in Plauen. 
Eine nächste Station in seinem Schaffen war das Theater in Erfurt, wo er wieder als Schauspieler und Regisseur arbeitete. Zu seinen Regiearbeiten gehörten Egmont, Faust I und Romeo und Julia. Nach seiner Berufung zum Oberspielleiter des heiteren Musiktheaters debütierte er in dieser Funktion mit der musikalischen Komödie Das Feuerwerk. Ein wichtiger Baustein in seiner Karriere war die Inszenierung des Musicals Kiss Me, Kate von Cole Porter, der eine Einladung Fritz Steiners, des Intendanten der Staatsoperette Dresden, folgte. Hier inszenierte er die Operette Wiener Blut und bekam bereits nach der Generalprobe ein festes Angebot, das er aber wegen seines Erfurter Vertrags nicht sofort annehmen konnte. Er erhielt jedoch die Möglichkeit, als Gast in Dresden zu arbeiten, bis er zwei Jahre später endgültig an der Staatsoperette Dresden als Spielleiter engagiert wurde. Hier blieb er 18 Jahre, in denen er zum Oberspielleiter und stellvertretenden Intendanten für künstlerische Fragen aufstieg. Von hier aus realisierte er mehrere Gastinszenierungen, so auch in Cottbus und Gera. Ein Angebot aus Cottbus, dort als Operndirektor zu arbeiten, lehnte er ab, da, im Gegensatz zu seiner früheren Einstellung, die Operette und das Musical seine künstlerische Heimat geworden waren. 14 Jahre seiner Zeit in Dresden wirkte er auch als Dozent an der Hochschule für Musik Carl Maria von Weber Dresden in den Fächern Operette, Musical und Chanson und gab außerdem dramatischen Unterricht.
1983 begann mit der Inszenierung von Gasparone sein Engagement am Metropol-Theater in Berlin, wo er weiterhin große Erfolge feierte. Nach der Wende gastierte er 1992 mit dem Ensemble des Metropoltheaters und dem Musical My Fair Lady vier Wochen im Deutschen Theater München und 1994 en-suite acht Tage bei den Sommerfestspielen im Amphitheater von Xanten vor jeweils 4500 Zuschauern. Gastinszenierungen führten ihn an die Theater in Chemnitz und Bremen. Nach der Abwicklung des Metropol-Theaters war er als freiberuflicher Regisseur an den Theatern in Zwickau, Halle (Saale), Dessau, Eisenach sowie auf der Felsenbühne Rathen und am Bergtheater Thale tätig. Insgesamt führte er in seinem Leben bei mehr als 200 Produktionen Regie.
Horst Ludwig war ab Ende der 1980er Jahre mit der Schauspielerin Margret Allner (1942–2000) verheiratet.

## Filmografie
- 1962: Reiseziel Erfurt
- 1963: Die Spur führt in den 7. Himmel (Fernsehfünfteiler, 1 Episode)

## Theater
Regisseur
- 1953: Albert Lortzing: Der Waffenschmied – Regie mit Ulrich Velten (Bergtheater Thale)
- 1958: Helmut Baierl: Die Feststellung – Regie mit Alexander Stillmark (Städtische Bühnen Erfurt – Kleine Bühne)
- 1962: Johann Wolfgang von Goethe: Urfaust, Teil 1 (Städtische Bühnen Erfurt – Erfurter Domstufen-Spiele)
- 1963: Johann Wolfgang von Goethe: Egmont (Städtische Bühnen Erfurt – Erfurter Domstufen-Spiele)
- 1964: William Shakespeare: Romeo und Julia (Städtische Bühnen Erfurt – Schauspielhaus)
- 1965: Christian Collin: Die Geier der Helen Turner (Städtische Bühnen Erfurt – Schauspielhaus)
- 1967: Gerd Natschinski: Mein Freund Bunbury (Städtische Bühnen Erfurt – Opernhaus)
- 1968: Jean Gilbert / Georg Okonowski: Die keusche Susanne (Staatsoperette Dresden)
- 1968: Johann Strauss (Sohn) / Victor Léon / Leo Stein: Wiener Blut (Staatsoperette Dresden)
- 1968: Rolf Zimmermann / Klaus Eidam: Connie und der Löwe (Staatsoperette Dresden)
- 1969: Johann Strauß (Sohn) / Friedrich Zell / Richard Genée: Eine Nacht in Venedig (Staatsoperette Dresden)
- 1971: Tilo Medek / Manfred Streubel: Icke und die Hexe Yu (Staatsoperette Dresden – Studio-Theater im Kulturpalast)
- 1971: Siegfried Kurz / Helmut Hartmann: Jeff & Andy (Staatsoperette Dresden)
- 1973: Rudi Strahl: Adam und Eva und kein Ende (Landesbühnen Sachsen)
- 1973: Rainer Lischka / Helmut Hartmann nach Alphonse Daudet: Der große Held Tatarin (Staatsoperette Dresden)
- 1973: Ferenc Darvas / William Shakespeare / Miklós Mészöly / Klaus Eidam: Männerschwüre oder Verlorene Liebesmüh (Staatsoperette Dresden)
- 1975: Heinz Bolten-Baeckers / Paul Lincke: Frau Luna (Staatsoperette Dresden)
- 1977: Tom Jones: I Do! I Do! Das musikalische Himmelbett (Staatsoper Dresden)
- 1977: Pietro Garinei / Sandro Giovannini: Halleluja, brave Leute (Staatsoper Dresden)
- 1978: Johann Strauß (Sohn) / Ignaz Schnitzer: Der Zigeunerbaron (Staatsoperette Dresden)
- 1978: Renato Rascel / Domenico Modugno / Klaus Eidam: Halleluja brave Leute (Staatsoperette Dresden)
- 1978: Hervé / Henri Meilhac / Albert Millaud: Mam’zelle Nitouche (Staatsoperette Dresden)
- 1979: Tony Hatch / Jackie Trent / Keit Watherhouse / Willis Hall: Das As (Staatsoperette Dresden)
- 1980: Erwin Halletz / Kurt Nachmann: Die Gräfin vom Naschmarkt (Staatsoperette Dresden)
- 1981: Franz Lehár / Victor Léon / Leo Stein: Die lustige Witwe (Staatsoperette Dresden)
- 1983: Paul Burkhard / Erik Charell / Jürg Amstein: Das Feuerwerk (Staatsoperette Dresden)
- 1983: Carl Millöcker / Camillo Walzel als Friedrich Zell / Richard Genée: Gasparone (Metropoltheater Berlin)
- 1985: Carl Michael Ziehrer / Leopold Krenn / Karl Lindau: Die Landstreicher (Staatsoperette Dresden)
- 1986: Goetz Jaeger / Gerhard Siebholz: Ferien mit Max (Metropoltheater Berlin)
- 1986: Robert Stolz / Robert Gilbert: Drei von der Donau (Staatsoperette Dresden)
- 1987: Eduard Künneke / Herman Haller / Fritz Oliven: Der Vetter aus Dingsda  (Metropoltheater Berlin)
- 1988: Frederick Loewe / Alan Jay Lerner: My fair Lady (Metropoltheater Berlin)
- 1990: Franz Lehár / Victor Léon / Leo Stein: Die Lustige Witwe (Metropoltheater Berlin)
- 1990: Jerry Bock / Joseph Stein: Anatevka (Opernhaus Chemnitz)
- 1992: Harold Arlem / Klaus Eidam: Der Zauberer von Oss (Metropoltheater Berlin)
- 1993: Carl Millöcker / Camillo Walzel als Friedrich Zell / Richard Genée: Der Bettelstudent (Städtische Theater Chemnitz)
- 1995: Robert Stolz / Ernst Marischka / Hugo Wiener: Frühjahrs-Parade (Metropoltheater Berlin)
- 1997: Carl Zeller / Moritz West / Ludwig Held: Der Vogelhändler (Landesbühnen Sachsen)
- 1997: Franz Lehár / Robert Bodanzky / Alfred Maria Willner: Der Graf von Luxemburg (Opernhaus Halle)
- 1999: Franz Lehár / Victor Léon / Leo Stein: Die Lustige Witwe (Landestheater Eisenach)

Schauspieler
Städtische Bühnen Erfurt
- 1957: William Shakespeare: König Lear (Arzt im Gefolge der Kordelia) – Regie: Eugen Schaub
- 1957: Boris S. Romaschow: Die feurige Brücke (Fedotow, Kadett) – Regie: Eugen Schaub (deutsche Erstaufführung)
- 1958: Bertolt Brecht: Schweyk im Zweiten Weltkrieg (Trainleutnant) – Regie: Eugen Schaub (deutsche Erstaufführung)
- 1958: Johann Wolfgang von Goethe: Götz von Berlichingen (Franz, Weislingens Sohn) – Regie: Eugen Schaub
- 1958: Pavel Kohout: So eine Liebe (Kral) – Regie: Georg Leopold
- 1958: Adolf Wilbrandt: Dame Kobold (Don Luis) – Regie: Arno Wolf
- 1959: William Shakespeare: Julius Cäsar (Decius Brutus / der junge Cato) – Regie: Eugen Schaub
- 1959: William Shakespeare: Was ihr wollt (Sebastian, junger Edelmann) – Regie: Eugen Schaub
- 1959: Friedrich Schiller: Wilhelm Tell (Werni, der Jäger) – Regie: Eugen Schaub
- 1959: Nikolai Gogol: Der Revisor (Stepan Iwanowitsch Korobkin) – Regie: Eugen Schaub
- 1960: Gerhart Hauptmann: Die Weber (3. Weber) – Regie: Arno Wolf
- 1960: Johannes R. Becher: Winterschlacht (3. Panzerleutnant) – Regie: Eugen Schaub
- 1960: Joachim Wichmann: Eine kleine Traumfabrik (Will Ehrlich) – Regie: Eugen Schaub / Horst Ludwig
- 1961: William Shakespeare: Richard III. (Lord Grey) – Regie: Eugen Schaub
- 1961: Alexei Arbusow: Irkutzker Geschichte (Rodik, Hydrauliker) – Regie: Arno Wolf
- 1961: Friedrich Schiller: Die Jungfrau von Orleans (Französischer Edelmann) – Regie: Eugen Schaub (auf den Domstufen)
- 1961: Bertolt Brecht: Leben des Galilei (dicker Prälat, Balladensänger und Ankleider des Papstes, dreifach besetzt) – Regie: Walter Beck
- 1961: Wsewolod Wischnewski: Optimistische Tragödie (Matrose) – Regie: Walter Niklaus
- 1962: Hans-Albert Pederzani: Die Hunde bellen nicht mehr, Kriminalfernsehspiel (Ewald Heindorf) – Regie: Fritz Bennewitz
- 1964: Leo N. Tolstoi: Krieg und Frieden (2. Französischer Offizier) – Regie: Klaus Martin Boestel
- 1965: Sergej Prokofjew: Peter und der Wolf (Erzähler) – Regie: Inge Bader
- 1965: Viktor Rosow: Unterwegs (Mitja) – Regie: Klaus Martin Boestel
- 1966: Friedrich Dürrenmatt: Der Besuch der alten Dame (Radioreporter) – Regie: Klaus-Martin Boestel
- 1967: Helmut Bez / Jürgen Degenhardt: Mein Freund Bunbury (Entertainer) – Regie: Christoph Tomm